# Thymoites palo
Thymoites palo là một loài nhện trong họ Theridiidae.
Loài này thuộc chi Thymoites. Thymoites palo được Herbert Walter Levi miêu tả năm 1967.